# Polacca brillante
La Polacca brillante, op. 72, surnommée « L'Hilarité », est une œuvre pour piano de Carl Maria von Weber composée en 1819. La partition porte la référence J. 268 dans le catalogue des œuvres du compositeur établi par Friedrich Wilhelm Jähns.

## Composition
Carl Maria von Weber compose trois « pages éblouissantes » pour piano — la Polacca brillante, le Rondo brillant et l'Invitation à la danse — de juin à août 1819. L'œuvre est publiée par les éditions Schlesinger à Berlin en 1821. La partition porte les références op. 72, J. 268 dans le catalogue des œuvres du compositeur établi par Friedrich Wilhelm Jähns.

## Analyse
La Polacca brillante en mi majeur (Allegro vivace à 
) doit son surnom, « L'Hilarité », à « son trille initial, hilare en effet, dans l'aigu argentin du clavier. Tout ce début, qui danse et sautille, est à jouer « avec effronterie » (mit Keckheit vorzutragen) ; ce n'est pas le dactyle martial, mais le svelte rythme pointé ; non point le maestoso de la danse d'apparat, mais le vivace du bond, de la cabriole. Le sérieux des grandes polonaises de Chopin est loin encore ; on le pressent pourtant dans l'épisode central, qui chante mélancoliquement sur un accompagnement sourd et obstiné ».
Le Rondo et la Polacca sont « des pièces d'une virtuosité pianistique si brillante que la seule impulsion semble avoir été un sentiment de délivrance et une nouvelle exubérance qui guidèrent Weber vers son instrument », dans une période difficile de sa carrière de compositeur. Ainsi, la Polacca brillante « couronne l'ensemble de ses œuvres pour piano les plus scintillantes ».

## Discographie
- Weber — Piano music vol. 4 par Alexandre Paley, CD Naxos 8.553006 (du 10 au 15 janvier 1994)

### Ouvrages généraux
- Adélaïde de Place et François-René Tranchefort (dir.), Guide de la musique de piano et de clavecin, Paris, Fayard, coll. « Les Indispensables de la musique », 1987, 870 p. (ISBN 978-2-213-01639-9), p. 829-833.
- Guy Sacre, La musique pour piano : dictionnaire des compositeurs et des œuvres, vol. II (J-Z), Paris, Robert Laffont, coll. « Bouquins », 1998, 2998 p. (ISBN 978-2-221-08566-0), p. 2934-2950.

### Monographies
- Jean-Luc Caron et Gérard Denizeau, Carl Maria von Weber, Paris, bleu nuit éditeur, coll. « horizons » (no 73), 2019, 176 p. (ISBN 978-2-358-84087-3).
- John Warrack (trad. Odile Demange), Carl Maria von Weber, Paris, Fayard, 1987, 480 p. (ISBN 978-2-213-01979-6).